# Белый Яр (Курагинский район)
Белый Яр — деревня в  Курагинском районе Красноярского края в составе Муринского сельсовета.

## География
Находится примерно на расстоянии 5 километров на юг от районного центра поселка Курагино.

## Климат
Климат резко континентальный с холодной зимой и жарким летом, суровый, с большими годовыми и суточными амплитудами температуры. Среднегодовая температура воздуха в северо-западной части – 1,5°С. Зима суровая и продолжительная. Морозы доходит до минус 40°С. Лето теплое, продолжается свыше двух месяцев. Безморозный период длится 106 дней; дней с температурой 5°С и более – 129. Средне-годовая температура колеблется от 0°С до минус 1°С. Продолжительность безморозного периода в центре котловины от 105 дней до 97 дней. Количество осадков 320-500 мм. Максимум осадков приходится на лето.

## История
Основана в 1853 году.

## Население
| 2010 |
| ---- |
| 399  |

Постоянное население составляло 460 человека в 2002 году (93% русские),  399 в 2010.

## Инфраструктура
ЗАО "Белый Яр" с направлением деятельности - животноводство (крупный рогатый скот мясомолочной породы, племенной молодняк, коневодство). Основная школа, фельдшерско-акушерский пункт, дом культуры и библиотека.